# Diósgyőri VTK
Diósgyőr-Vasgyári Testgyakorlók Köre, também conhecido como Diósgyőri VTK , DVTK ou Diósgyőri é um clube de futebol húngaro, situado em Miskolc, que disputa a primera divisão da Campeonato Húngaro de Futebol. O clube é um dos mais antigos e também é um dos que têm mais torcedores no país.

## Títulos e honrarias
- Copa da Hungria (2):1976-77, 1979-80
- Copa da Liga Húngara (1): 2013-14
- Campeonato Húngaro: 1978-78 (3º Lugar)